# SMES
L'emmagatzematge d'energia magnètica per superconducció (en anglès Superconducting Magnetic Energy Storage o SMES) és un sistema d'emmagatzematge d'energia que permet emmagatzemar-la en forma de camp magnètic creat per la circulació d'un corrent continu en un anell superconductor que està refrigerat a una temperatura per sota de la temperatura crítica de superconductivitat.

## Estructura i funcionament
Un sistema SMES típic té tres components:
- Una bobina superconductora.
- Un sistema d'electrònica de potència.
- Un sistema de refrigeració criogènic.

Una vegada que la bobina superconductora es carrega, el corrent no disminueix i l'energia magnètica s'hi pot emmagatzemar indefinidament. L'energia emmagatzemada es pot lliurar a la xarxa descarregant l'anell. Per extreure l'energia de l'anell s'hi interrompre el corrent que circula per la bobina obrint i tancant repetidament un commutador d'estat sòlid del sistema d'electrònica de potència. A causa de la seva alta inductància, la bobina es comporta com una font de corrent que pot ser utilitzada per carregar un condensador que proporciona una entrada de tensió contínua a un inversor que produeix la tensió alterna requerida. El sistema de potència origina del 2% al 3% de pèrdues d'energia. No obstant això els SMES són molt eficients, ja que les seves pèrdues són molt baixes comparades amb les d'altres sistemes d'emmagatzematge d'energia.

## Aplicacions
A causa de l'energia absorbida pel sistema de refrigeració i als costos dels materials superconductors, els SMES s'utilitzen per a l'emmagatzematge d'energia de curta durada, sent la seva aplicació més comuna la millora de la qualitat d'ona en les xarxes públiques de distribució d'electricitat, típicament la neutralització dels buits de tensió i els microtalls.